# José Canalejas y Casas
José Canalejas y Casas (Barcelona, 4 de diciembre de 1827-Madrid, 2 de noviembre de 1902) fue un ingeniero, publicista y político español.

## Biografía
Nacido en diciembre de 1827 en Barcelona, cursó estudios de ingeniería industrial en Lieja. Canalejas, que trabajó en la Compañía de los Caminos de Hierro de Ciudad Real a Badajoz, sustituyó en 1876 como diputado por el distrito de Arévalo a Telesforo Gómez Rodríguez, elegido en las elecciones de 1876 de la Restauración pero que había renunciado por ser el cargo incompatible con el de registrador de la propiedad en la localidad abulense.
En 1881 accedió de nuevo a un escaño de diputado, en esta ocasión por el distrito leridano de Borjas, sustituyendo a Manuel Vivanco Menchaca, elegido en las elecciones de 1879, pero que había renunciado al cargo en enero de 1881. Fue senador por la provincia de Ávila en 1891.
Así mismo, fue miembro del consejo de administración de la Sociedad Minera y Metalúrgica de Peñarroya (SMMP).
Falleció en Madrid en noviembre de 1902.
Fue padre de José Canalejas, presidente del Consejo de Ministros durante el reinado de Alfonso XIII, y de Luis Canalejas, político e ingeniero.

## Obras
- Anuario de los progresos de la industria y la agricultura (1861)[9]